# Pierpont (Dakota du Sud)
Pour les articles homonymes, voir Pierpont.
Pierpont est une municipalité américaine située dans le comté de Day, dans l'État du Dakota du Sud.
Fondée en 1883, la localité doit son nom à un employé du Milwaukee Railroad.

## Démographie
| 1910 | 1920 | 1930 | 1940 | 1950 | 1960 |
| ---- | ---- | ---- | ---- | ---- | ---- |
| 314  | 400  | 379  | 362  | 326  | 258  |

| 1970 | 1980 | 1990 | 2000 | 2010 | - |
| ---- | ---- | ---- | ---- | ---- | - |
| 241  | 184  | 173  | 122  | 135  | - |

Selon le recensement de 2010, elle compte 135 habitants. La municipalité s'étend sur 0,15 milles carrés (0,39 km2).